# M6 Music
M6 Music est une chaîne de télévision musicale payante française du Groupe M6 créée le 5 mars 1998. Sa programmation est composée essentiellement de vidéoclips. Elle appartient au groupe M6, lui-même contrôlé par le groupe allemand RTL group. La chaîne est disponible sur le câble, le satellite et la télévision par xDSL.

## Histoire de la chaîne

### Débuts
Le 5 mars 1998, le Groupe M6 crée la chaîne de télévision musicale M6 Music pour enrichir l'offre du bouquet satellite TPS dont il venait d’augmenter ses parts à 25% et contrer MCM qui préférait rester en exclusivité sur son concurrent Canalsatellite. 

### M6 Music Hits
En 2001, le CSA décide d'attribuer le canal 9 de la future TNT au Groupe M6. Deux projets du groupe ont été présentés au Conseil, celui retenu étant M6 Music en 2003. 
Cependant, le groupe décide de plutôt créer une nouvelle chaîne : W9, elle aussi à dominante musicale. Finalement, étant conscient du risque économique que pouvait représenter la chaîne (non-rentabilité de celle-ci), son groupe la reformate en chaîne généraliste avant son lancement[réf. souhaitée].
M6 Music devient M6 Music Hits le 31 mars 2005, 2 mois après le lancement de ses variantes, M6 Music Black et M6 Music Rock et en même temps du lancement de W9. Sa programmation est alors centrée sur les hits du moment et les anciens tubes des années 80, 90 et début 2000.

### Années 2010
Le 1er juin 2012, M6 Music Hits reprend le nom de M6 Music. La chaîne fête ses 15 ans d'existence en mars 2013.
Durant l'année 2018, la chaîne fête ses 20 ans. Le 5 mars 2018, toute la journée et jusqu’à 20 h, la chaîne diffuse des clips intitulés Hits Story, qui ont marqué l'histoire de la playlist de la chaîne depuis son lancement. Le 21 septembre, la chaîne réunit vingt artistes pour un concert anniversaire au Zénith d'Amiens, diffusé sur W9 le 2 octobre puis sur M6 Music le 25 octobre.

## Identité graphique
Le 20 janvier 2009, la chaîne modifie son logo en même temps que ceux de ses variantes : le rectangle aux bords lissés est réduit, mis en 3D et devient jaune ; celle-ci devient la nouvelle couleur à l'antenne. Une version HD du logo est également créée. Ce logo est une nouvelle fois modifié lors du changement de nom de la chaîne, le 1er juin 2012 : celui-ci devient de couleur rouge.
Courant printemps 2014, le permanent change. Le logo n'est plus en transparent et met en place le cartouche rouge de la chaîne. L'horloge change aussi, en abandonnant le trait qui sépare l'horloge et le logo. Ce permanent est changé également sur les variantes Club et Black.
En 2018, le logo de la chaîne est modifié, le cartouche en 3D disparaissant au profit d'un texte M6 Music blanc avec un contour rouge, sans aucun effet. Le bug antenne est constitué du texte rouge avec un contour blanc. Une mention 20 ANS dans un phylactère rectangulaire au-dessus du permanent était présent provisoirement lors des 20 ans de la chaîne.
En mars 2019, les cartouches des émissions et des crédits clips passent en 2D. Cependant, le reste de l'habillage reste inchangé jusqu'au 10 mars 2020, où une nouvelle identité graphique commune aux cases musicales des chaînes du groupe M6 (M6, W9 et M6 Music), réalisée par l'agence Gédéon, est introduit. Elle contient de nouveaux jingles, un nouveau design pour les crédits clips et l'horloge numérique.

### Logos

Logo de M6 Music (du 5 mars 1998 au 31 mars 2005)
Logo de M6 Music hits (du 31 mars 2005 au 20 janvier 2009)
Logo de M6 Music hits (du 20 janvier 2009 au 31 mai 2012)
Logo de M6 Music hits HD (du 24 janvier au 31 mai 2012)
Logo de M6 Music (du 1er juin 2012 à fin 2018)
Logo de M6 Music (depuis fin 2018)

### Slogans
- Du 5 mars 1998 au 1er juin 2012 : « La chaîne 100 % Hits, 100 % Clips »
- Depuis le 1er juin 2012 : « La chaîne 100 % Hits »

## Programmes

### Musique
- 100%
- 100% français
- Back to the 2000's
- Back to the 80's
- Back to the 90's
- Black Gold
- Choice
- Classics
- Club 2010
- Club 2000
- Club 80
- Club 90
- Diamond
- Discover hits
- Dj Star
- First
- Happy Hour
- Hits
- Hits of the world
- Hits Rewind
- Kids Time
- L'alternative
- Latino Party
- Le hit dance
- Le Hit France
- Le hit M6 Music
- Le Hit Streaming
- Le Hit Streaming +
- Le hit urbain
- Morning Hits
- Must Artist
- Must Dance
- Must Electro Pop
- Must Hits
- Must Urbain
- New
- Party
- Party Kids
- Pop Rock
- Rap Français
- Rap US
- Rewind
- Rn'b
- Rock Gold
- Tropical
- Tubes
- Wake Up

### Divertissements / Magazines
- Plus vite que la musique

### M6 Music Live Session
En avril 2017, la chaîne créé les M6 Music Live Session. Il s'agit de concerts hebdomadaires filmés et diffusés en direct sur le réseau social Facebook. Chaque artiste invité est également amené à s'installer au milieu du public présent et à répondre à une interview. Claudio Capéo est le premier invité, le 5 avril 2017. Le 27 février 2019, M6 Music fête la cinquantième M6 Music Live Session en invitant Christine and the Queens. Depuis le 8 mai 2019, les M6 Music Live Session sont également rediffusées sur la chaine M6 Music tous les mercredis à 20:00.

### Programmes disparus
- 3 fois Plus
- Black
- BlindClips
- Dance
- Flash
- Focus Hits
- Groove Station
- Hit France
- Hit Inter
- La vraie vie d'Eve Angeli
- Lyrics
- Maurice part en Live
- Max et Charlie
- MR VIP
- My Music Vidéos

- Pop
- Quiz
- Rap
- Réveil Tonique
- Rock
- Sexy (déconseillé aux moins de 12 ans)
- Signé Zégut
- SMS Line
- VOST
- Vue sur…

### Anciens présentateurs
- Karima Charni
- Dario
- Louise Ekland
- Luigi
- Francis Zégut
- Max
- Charlie Bruneau
- Maurice
- Laura
- Lynda Lacoste
- Mélanie Kah
- Valli
- Sandrine Quétier
- Christophe Crénel
- Pierre de Caunes
- Thierry Cadet

### Spéciales (pendant tout le mois de Mars 2018)
- 20 ans, 20 hits (tous les vendredis du 9 au 30 mars) avec les 20 clips comme de la Pop (le 9 mars), du Rap (le 16 mars), du 100% Français (le 23 mars) et du R'n'B (le 30 mars).
- Happy Birthday M6 Music (le 5 mars).
- Hit Flashback (du 6 au 26 mars) avec un clip qui a marqué l'histoire de la playlist de M6 (1998-2017) et celle de W9 (2005-2017).
- Hits Story (tous les samedis du 3 au 31 mars).

## Organisation

### Capital
M6 Music est détenu à 100 % par le Groupe M6.

### Siège
Les locaux de M6 Music sont situés au siège du Groupe M6, 89 avenue Charles de Gaulle à Neuilly-sur-Seine.

## Diffusion
Diffusion ADSL/Fibre : 
- Bbox : Canal no 152.
- Freebox TV : Canal no 83.
- TV by SFR : Canal no 254.
- La TV d'Orange : Canal no 157.

Diffusion câble : 
- Monaco Telecom : Canal no 203.
- TV by Numericable : Canal no 254.
- Valvision : Canal no 241.
- Vialis : Canal no 262.

Diffusion satellite : 
- CANAL+ : Canal no 181.
- Parabole Réunion : Canal no 51.
- Tahiti Nui Satellite
- La TV d'Orange : Canal n° 159

### Replay sur 6play M6 Music
CANAL, Orange, Bouygues Télécom et Free propose un accès à 6play M6 Music qui a remplacé M6 Music Player fin 2015.
Ce service permet aux abonnés de (ré)écouter + de 150 playlists ainsi que de (re)voir les M6 Music Live Sessions disponibles 24/24.

## Annexe